# Sanagi
『sanagi』（さなぎ）は、2008年5月28日に発売されたPOSSIBILITYの4枚目のシングル。

## 解説
前作『lovely days』から6ヶ月でのリリースとなるシングル。
初回生産限定盤には、DVD(ミュージックビデオ、他)+セルシート TypeA、初回仕様限定盤には、セルシート TypeBが付く。

## 収録曲
全作詞：43K、EIG
1. sanagi
作曲：KAZU-O、SHIMADA、HAYATO、編曲：POSSIBILITY、NAOKI-T
  - テレビ東京系アニメ『銀魂』第9期エンディングテーマ
2. It's alright
作曲・編曲：POSSIBILITY
3. sanagi（Instrumental）

## 収録アルバム
- New World（2008年10月08日）
- オムニバス『銀魂BEST』（2009年03月25日）